# جوناثان أويلوان
جوناثان أويلوان (بالإنجليزية: Jonathan Uyloan)‏ مواليد 26 نوفمبر 1983 في مانيلا، هو لاعب كرة سلة أمريكي. بدأ مسيرته الاحترافية في سنة 2009. يلعب مع ميرالكو بولتز في الرابطة الفلبينية لكرة السلة كلاعب هجوم خلفي. يحمل الرقم 10. يبلغ طوله 6 قدم 0 بوصة (1.8 م).